# Maevatanania
Maevatanania is een geslacht van kevers uit de familie bladkevers (Chrysomelidae).
De wetenschappelijke naam van het geslacht werd in 1964 gepubliceerd door Bechyne.

## Soorten
- Maevatanania pellucida (Fairmaire, 1901)